# Les Fils de Mademoiselle
Pour plus de détails, voir Fiche technique et Distribution.
Les Fils de Mademoiselle (Her Twelve Men) est un film américain réalisé par Robert Z. Leonard, sorti en 1954.

## Fiche technique
- Titre : Les Fils de Mademoiselle
- Titre original : Her Twelve Men
- Réalisation : Robert Z. Leonard
- Scénario : William Roberts et Laura Z. Hobson d'après une histoire de Louise Baker
- Production : John Houseman et Jud Kinberg producteur associé
- Société de production : MGM
- Musique : Bronislau Kaper
- Photographie : Joseph Ruttenberg
- Montage : George Boemler
- Direction artistique : Daniel B. Cathcart et Cedric Gibbons
- Décors : F. Keogh Gleason et Edwin B. Willis
- Costumes : Helen Rose
- Pays d'origine : États-Unis
- Format : Couleur (Anscocolor) (négative)/Couleur (Technicolor) (prints) - Son : Mono (Western Electric Sound System)
- Genre : Comédie dramatique
- Durée : 91 minutes
- Dates de sortie :
  - États-Unis : 11 août 1954
  - France : 6 juillet 1960

## Distribution
- Greer Garson : Jan Stewart
- Robert Ryan : Joe Hargrave
- Barry Sullivan : Richard Y. Oliver, Sr.
- Richard Haydn : Dr. Avord Barrett
- Barbara Lawrence : Barbara Dunning
- James Arness : Ralph Munsey
- Rex Thompson : Homer Curtis
- Tim Considine : Richard Y. Oliver, Jr.
- David Stollery : Jeff Carlin
- Frances Bergen : Sylvia Carlin
- Ian Wolfe : Roger Frane
- Donald MacDonald : Bobby Lennox
- Dale Hartleben : Kevin Ellison Clark III
- Ivan Triesault : Erik Haldeman
- Stuffy Singer : James Tracy 'Jimmy' Travers
- Peter J. Votrian : Alan Saunders
- Sandy Descher : la petite sœur